# Hélio Musskopf
Hélio Musskopf (Bom Retiro do Sul, 23 de agosto de 1939) é um político brasileiro.